# NGC 4107
NGC 4107 في الفهرس العام الجديد، هي مجرة، تقع في كوكبة . اكتشفت بواسطة هاينريش لويس دريست.

## روابط خارجية
- NGC 4107 على موقع ويكي سكاي: DSS2, SDSS, GALEX, IRAS, Hydrogen α, X-Ray, Astrophoto, Sky Map, Articles and images